# ویرفوس
ویرفوس (به آلمانی: Wirfus) یک شهر در آلمان است که در کوخم-تسل واقع شده‌است. ویرفوس ۱۹۷ نفر جمعیت دارد.